# Limmu Sakka
Limmu Sakka är ett distrikt i Etiopien.   Det ligger i regionen Oromia, i den centrala delen av landet, 210 km väster om huvudstaden Addis Abeba.